# 武陵縣
武陵县，隋朝时设置的县，至民国二年（1913年）废。
隋灭南陈后，废武陵郡，以临沅县、沅南县和汉寿县置武陵县。唐朝时属朗州、武陵郡。北宋时，朗州改鼎州，南宋时，鼎州又升为常德府。元朝时，属常德路。明清仍属常德府。皆为治所所在。清朝时，评价：冲，繁，疲，难。清末宣统三年（1911年）10月，裁县留府，常德府仅辖武陵县地。民国二年（1913年）9月，府废，仍为武陵县，10月改名常德县。